# Jean-Pierre Viseur
Jean-Pierre Viseur (Quiévrain, 29 juni 1942) is een voormalig Belgisch volksvertegenwoordiger en politicus van Ecolo.

## Levensloop
Viseur werd beroepshalve garagist en zelfstandig autohandelaar. Als militant van de Mouvement Chrétienne pour la Paix werd hij politiek actief bij Ecolo, de partij waarvan hij van februari tot mei 1986 federaal secretaris en woordvoerder werd. Ook was hij actief als sociaal raadgever.
Van 1991 tot 2001 zetelde Viseur in de Kamer van volksvertegenwoordigers voor het arrondissement Bergen (1991-1995) en de kieskring Bergen-Zinnik (1995-2001). Hij was er tevens secretaris en van 1999 tot 2001 quaestor. Ook zetelde hij van 1991 tot 1995 in de Waalse Gewestraad en de Raad van de Franse Gemeenschap. 
Van 1989 tot 1994 en van 2001 tot 2012 was hij gemeenteraadslid van Bergen. In 2001 nam hij ontslag als parlementslid om Ecolo-fractieleider in de Bergense gemeenteraad te worden. Tevens was Viseur van 2005 tot 2007 politiek secretaris van de Ecolo-afdeling van Bergen. In december 2019 werd hij voor de derde keer gemeenteraadslid van Bergen. Deze keer bleef hij zetelen tot aan zijn 80ste verjaardag in juni 2022, toen hij vanwege zijn gevorderde leeftijd een punt zette achter zijn engagement in de politiek.